# Metropolia di Rodi

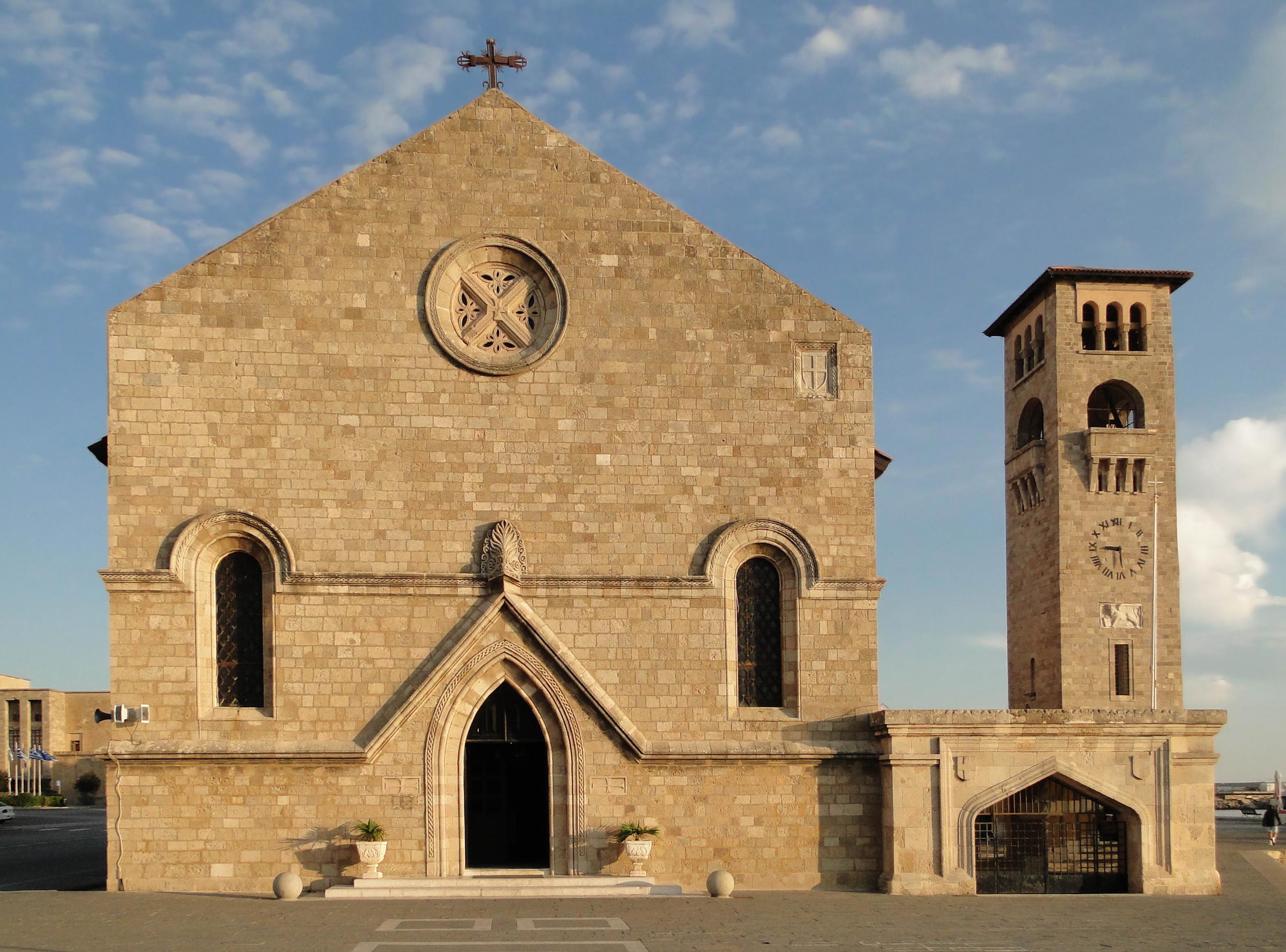
La chiesa cattedrale dell'Annunciazione della Theotókos di Rodi.

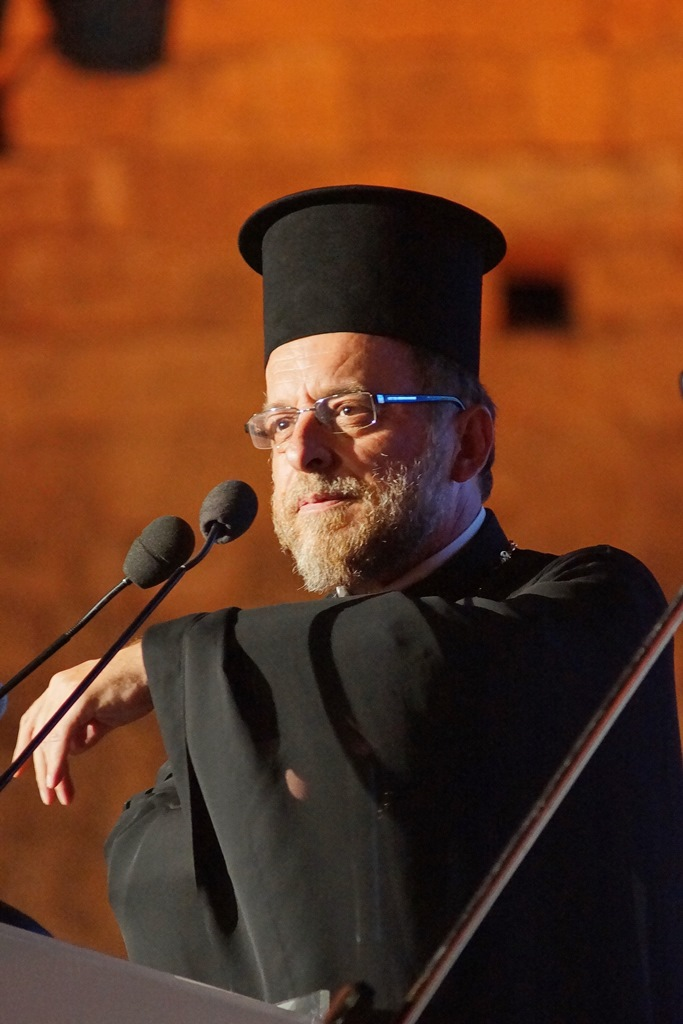
Il metropolita Cirillo, eletto dal Santo Sinodo il 20 aprile 2004, consacrato vescovo il 25 dello stesso mese e intronizzato nella chiesa metropolitana dell'Assunzione il 5 giugno.

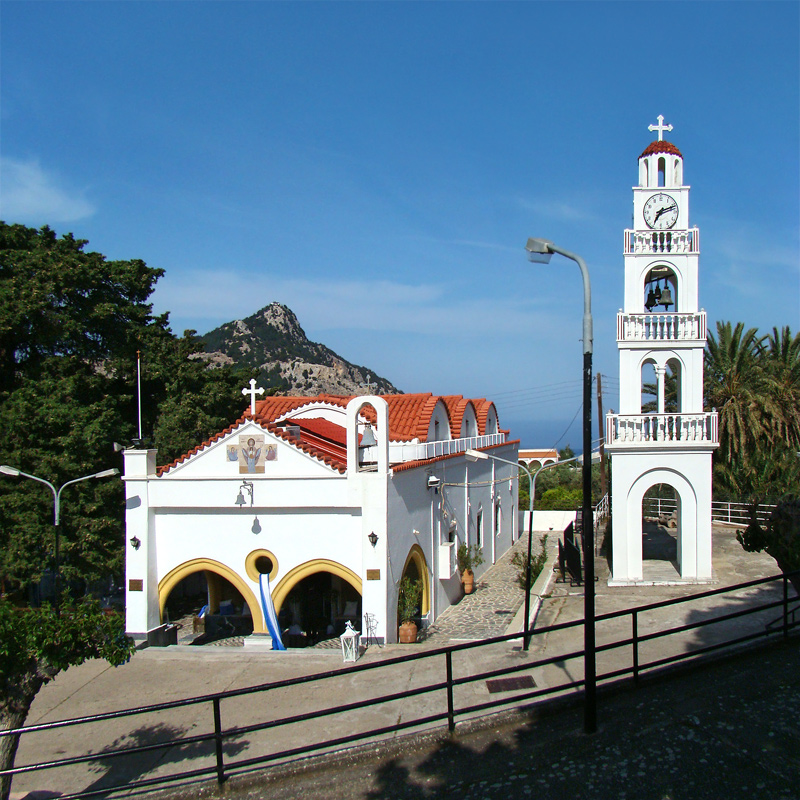
Il monastero di Panagia Tsampika nei pressi di Arcangelo.

La metropolia di Rodi (in greco Ιερά Μητρόπολης Ρόδου?, Ierá Mitrópolīs Ródou) è una diocesi del patriarcato ecumenico di Costantinopoli nel Dodecaneso.
Dal 20 aprile 2004, metropolita di Rodi, ipertimo e esarca delle isole Cicladi, è Cirillo Kogerakis.

## Territorio
La metropolia comprende l'intera isola di Rodi.
Sede metropolitana è la città di Rodi, dove si trovano la chiesa metropolitana dell'Assunzione (in greco Μητροπολιτικός Ιερός Ναός Εισοδίων της Θεοτόκου?) e la chiesa cattedrale dell'Annunciazione (in greco Καθεδρικός Ιερός Ναός Ευαγγελισμού της Θεοτόκου?).
La metropolia comprende una settantina di parrocchie, 6 monasteri maschili e 3 femminili.

## Storia
Rodi è un'antica sede vescovile del patriarcato di Costantinopoli, attestata storicamente per la prima volta con il vescovo Eufrosino, che prese parte al concilio di Nicea del 325. La sede fu elevata al rango di sede metropolitana già nel V secolo: Giovanni, che partecipò al concilio di Calcedonia nel 451, è il primo metropolita noto.
La metropolia è documentata in tutte le Notitiae episcopatuum patriarcali fino agli inizi del XV secolo. Era la sede metropolitana delle isole Cicladi e del Dodecaneso, e le erano suffraganee tutte le diocesi erette sulle isole: Samo, Chio, Coo, Nasso, Santorini (o Thera), Paro, Lero, Andro, Tino e Milo, cui si aggiunsero, nei secoli successivi, altre diocesi isolane.
Molte di queste diocesi suffraganee scomparvero col tempo e dopo l'occupazione ottomana dell'isola (1522), rimase solo la sede di Lero, elevata a sua volta al rango di metropolia nel 1888.
Il 20 aprile 2004 ha ceduto diverse isole a vantaggio dell'erezione della metropolia di Simi e l'isola di Nisiro alla metropolia di Coo.

## Cronotassi
- Eufrano †
- Fotino †
- Eufrosino † (menzionato nel 325)[10]
- Ellanico † (menzionato nel 431)[11]
- Giovanni † (prima del 449 - dopo il 451)[12]
- Agapeto † (prima del 457 - dopo il 458/459)[13]
- Isaia † (prima del 520 - dopo il 529)[14]
- Teodosio † (menzionato nel 553)[15]
- Isidoro † (prima del 680 - dopo il 681)[16]
- Epifanio † (VIII secolo)[17]
- Leone † (769 - dopo il 787)[18]
- Giorgio † (VIII/IX secolo)[19]
- Michele † (prima dell'869 - dopo l'870)[20]
- Leonzio † (prima dell'879 - dopo l'880)[21]
- Giovanni† (IX/X secolo)[22]
- Teodoro ? † (menzionato nel 997)[23]
- Simeone † (metà dell'XI secolo)[24]
- Agapeto †[25]
- Giovanni † (tra il 1070 e il 1100)[25]
- Giuseppe †[25]
- Teodoto †[25]
- Leone †[25]
- Daniele †[25]
- Leone †[25]
- Niceta † (menzionato nel 1143)[25]
- Leone † (menzionato nel 1166)[25]
- Giacomo † (menzionato nel 1173)[25]
- Giovanni †[25]
- Ninfone †[25]
- Leone †[25]
- Efraim †[25]
- Teodoro †[25]
- Nicodemo †[25]
- Teodolo † (1256 - 1285/86)[25][26]
- Giovanni † (1350 - 1355)[27]
- Nilo † (circa 1357 - circa 1369)[28]
- Nicodemo † [29]
- Daniele † (seconda metà del XIV secolo)[30]
- Ignazio † (seconda metà del XIV secolo)[31]
  - Matteo † (1384 - 1393 deceduto) (proedro)[32]
- Niceta † (attorno al 1400)[33]
- Procoro † (XIV/XV secolo ?)[34]
- Teofane † (XV secolo ?)[35]
- Andrea Crisoberge † (2 maggio 1432 - aprile 1447)[36]
- Natanaele † (1437 - 22 aprile 1455 deceduto)[37]
- Nilo † (agosto 1455 - ?)[38]
- Metrofane † (? - ottobre 1498 deceduto)[39]
- Metrofane † (1498 - 1511)[40]
- Geremia † (1511 - 1522)[40]
- Clemente † (1522 - 1523)[40]
- Eutimio † (1523 - 1525 ?)[40]
- Teodosio † (1541 - 1548 ?)[40]
- Callisto † (1572 - 1594)[40]
- Paisio † (1595 - dicembre 1603)[40]
- Geremia † (1603 - marzo 1604)[40]
- Filoteo † (1604 - 1610)[40]
- Ignazio † (1610 - 1612)[40]
- Pacomio † (1612 - 1637)[40]
- Melezio † (14 agosto 1637 - 1639)[40]
- Paisio † (1639 - 1643)[40]
- Melezio † (1643 - 1651)[40]
- Gregorio † (1651 - 1652)[40]
- Natanaele † (1652 - 1665)[40]
- Gioacchino † (1666 - 1676)[40]
- Partenio † (1676 - 1691)[40]
- Costanzo † (1692 - ottobre 1702)[40]
- Ignazio † (1702 - 1722)[40]
- Neofito † (1722 - 1733)[40]
- Geremia † (1733 - 1758)[40]
- Callinico † (1758 - 1792)[40]
- Agapio † (1792 - 1827 deceduto)[9]
- Paisio † (giugno 1827 - aprile 1829 dimesso)[9]
- Paisio Kampanis † (aprile 1829 - maggio 1831 deposto)[9]
- Metodio Sapountzakis † (maggio 1831 - maggio 1832 dimesso)[9][41]
- Paisio Kampanis † (maggio 1832 - marzo 1836 eletto metropolita di Mesembria) (per la seconda volta)[9]
- Callinico Kaloutzos † (marzo 1836 - agosto 1839 deposto)[9]
- Giacomo † (agosto 1839 - 6 febbraio 1856 dimesso)[9]
- Ignazio Vasiliadis † (6 febbraio 1856 - febbraio 1861 eletto metropolita di Custendil)[9]
- Cirillo Pigas † (26 febbraio 1861 - 26 ottobre 1861 deceduto)[9]
- Doroteo Prasinos † (11 gennaio 1862 - 3 aprile 1865 deceduto)[9]
- Sinesio † (15 aprile 1865 - febbraio 1876 deposto)[9]
- Germano Kavvakopoulos † (19 febbraio 1876 - 8 febbraio 1888 eletto metropolita di Eraclea)[9]
- Gregorio Giannaros † (17 marzo 1888 - 1º giugno 1893 eletto metropolita di Coriza)[9]
- Costantino Chatzimarkou † (1º giugno 1893 - 18 gennaio 1900 eletto metropolita di Cizico)[9]
- Ieroteo Dimitriadis † (3 febbraio 1900 - agosto 1900 deceduto)[9]
- Gioacchino Valasiadis † (7 settembre 1900 - 13 marzo 1910 eletto metropolita di Nicopoli)[42]
- Gerasimo Tantalidis † (13 marzo 1910 - 26 gennaio 1912 eletto metropolita di Pisidia)[42]
- Beniamino Kyriakou † (30 gennaio 1912 - 11 giugno 1913 eletto metropolita di Selimbria)[42]
- Apostolo Tryfonos † (11 giugno 1913 - 5 febbraio 1924 dimesso)[42]
- Crisostomo Chatzistavrou † (5 febbraio 1924 - 30 aprile 1924 eletto metropolita di Veria)[42]
- Apostolo Tryfonos † (30 aprile 1924 - 6 giugno 1946 dimesso) (per la seconda volta)[42]
- Timoteo Evangelinidis † (16 gennaio 1947 - 7 giugno 1949 eletto arcivescovo d'America)[42]
- Timoteo Evangelinidis † (20 settembre 1949 - 6 ottobre 1949 deceduto) (per la seconda volta)[42]
- Spiridon Synodinos † (25 gennaio 1951 - 29 aprile 1988 deceduto)[42]
- Apostolo Dimelis † (5 maggio 1988 - 20 aprile 2004 dimesso)[42]
- Cirillo Kogerakis, dal 20 aprile 2004[42]